# Cohomología de Čech
En matemáticas, específicamente la topología algebraica, la Cohomología de Čech es una teoría de cohomología basada en las propiedades de conjuntos abiertos y recubrimientos de espacio topológico. Se llama así por el matemático checo Eduard Čech.

## Motivación
Sea X un espacio topológico, y sea {\displaystyle {\mathcal {U}}} un recubrimiento de X. Define un complejo simplicial {\displaystyle N({\mathcal {U}})}, llamado el nervio del recubrimiento de la siguiente manera que:
- Hay un vértice para cada elemento de {\displaystyle {\mathcal {U}}}.
- Hay un límite para cada par de {\displaystyle U_{1},U_{2}\in {\mathcal {U}}} de tal manera que {\displaystyle U_{1}\cap U_{2}\neq \emptyset }.
- En general, existe un k-simplex para cada k+1-subconjuntos del elemento {\displaystyle \{U_{0},\ldots ,U_{k}\}\,\!} de {\displaystyle {\mathcal {U}}} para que {\displaystyle U_{0}\cap \cdots \cap U_{k}\neq \emptyset \,\!}.

Geométricamente el nervio {\displaystyle N({\mathcal {U}})} es esencialmente un "complejo dual" (en el sentido de un grafo dual o dualidad de Poincaré) para el recubrimiento de {\displaystyle {\mathcal {U}}}.
La idea de la cohomología de Čech es que, si optamos por un recubrimiento {\displaystyle {\mathcal {U}}} que es lo suficiente pequeño de conjuntos abiertos conectados, el resultado complejo simplicial de {\displaystyle N({\mathcal {U}})} debe ser un buen modelo de combinatoria para el espacio X. Para tal recubrimiento, la cohomología Čech de X se define como la cromología simplicial del nervio.
Esta idea puede ser formalizada por la noción de un buen recubrimiento, por lo que todo conjunto abierto y cada intersección finita de conjuntos abiertos es contráctil. Sin embargo, un enfoque más general es tomar el límite directo de los grupos de cohomología del nervio sobre el sistema de todos los recubrimientos de X, ordenados por el refinamiento. Este es el enfoque adoptado por debajo.

## Construcción
Sea X un espacio topológico y deja que {\displaystyle {\mathcal {F}}} sea un prehaz de los grupos abelianos de {\displaystyle X}. {\displaystyle {\mathcal {U}}} deja de ser una recubrimiento de {\displaystyle X}.

### Simplex
Una q-simplex {\displaystyle \sigma } de {\displaystyle {\mathcal {U}}} es una colección ordenada de {\displaystyle q+1} de los conjuntos seleccionados de {\displaystyle {\mathcal {U}}}, de tal manera que la intersección de todos estos conjuntos no está vacía. Esta intersección se llama el soporte de {\displaystyle \sigma } y su denotación es {\displaystyle |\sigma |}.
Ahora vamos a {\displaystyle \sigma =(U_{i})_{i\in \{0,\cdots ,q\}}^{q}} que es un q-simplex. El j-ésimo límite parcial de {\displaystyle \sigma } es decir:
{\displaystyle \partial _{j}\sigma :=(U_{i})_{i\in \{0,\cdots ,q\},i\neq j}.}
El límite de {\displaystyle \sigma } se define como la suma alterna de los límites parciales:
{\displaystyle \partial \sigma :=\sum _{j=0}^{q}(-1)^{j+1}\partial _{j}\sigma .}

### Cocadenas
Una q-cocadena de {\displaystyle {\mathcal {U}}} con coeficientes en {\displaystyle {\mathcal {F}}} es un mapa que asocía a cada q-simplex &sigma un elemento de {\displaystyle {\mathcal {F}}(|\sigma |)} y denotamos el conjunto de todas las q-cocadenas de {\displaystyle {\mathcal {U}}} con coeficientes en {\displaystyle {\mathcal {F}}} por {\displaystyle C^{q}({\mathcal {U}},{\mathcal {F}})}. {\displaystyle C^{q}({\mathcal {U}},{\mathcal {F}})} es un grupo abeliano por adición puntual.